# Formula aperta
Una formula aperta è una formula che contiene almeno una variabile libera.
Una formula aperta non è associata ad un valore di verità, diversamente da una formula chiusa che è sempre una proposizione e che quindi può avere un valore di verità vero o falso . Una formula aperta può essere trasformata in una formula chiusa applicando i quantificatori o specificando il dominio del discorso degli individui per ogni variabile libera (indicata con x, y, z.... o con x1 , x2 , x3, ecc.). Questo tipo di trasformazione è chiamata cattura delle variabili libere perché tende a trasformarle in variabili vincolate a un dominio di costanti individuali.
Ad esempio, quando si ragiona sui numeri naturali, la formula " x + 2 > y " è aperta, poiché contiene le variabili libere x e y . Al contrario, la formula " ∃ y ∀ x : x + 2 > y " è chiusa grazie all'uso dei quantificatori e ha valore di verità vero.
Un esempio di formula chiusa con valore di verità falso riguarda la sequenza dei numeri di Fermat:
{\displaystyle F_{n}=2^{2^{n}}+1,}
studiata da Fermat in relazione alla proprietà dei numeri primi. Se si unisce il predicato P (è numero primo) a ogni numero della sequenza si ottiene un insieme di formule chiuse false quando il rango n è maggiore di 4. Quindi, la formula chiusa ∀n P(Fn) è falsa.